# HD18473
HD18473 — хімічно пекулярна зоря спектрального класу B9, що має видиму зоряну величину в смузі V приблизно  7,4.
Вона  розташована на відстані близько 744,6 світлових років від Сонця.

## Фізичні характеристики
Телескоп Гіппаркос зареєстрував фотометричну змінність  даної зорі з періодом    0,67 доби в межах від  Hmin= 7,37 до  Hmax= 7,32.

## Пекулярний хімічний вміст
Зоряна атмосфера GSC3713-827 має підвищений вміст 
Si
.